# Szkoła Śpiewu Wacława Sierakowskiego
Szkoła Śpiewu Wacława Sierakowskiego – dawna szkoła śpiewu prowadzona przez Wacława Sierakowskiego.
Założona i sfinansowana została w 1781 przez ówczesnego proboszcza bazyliki archikatedralnej św. Stanisława i św. Wacława na Wawelu, Wacława Sierakowskiego. Jej siedziba znajdowała się w domu księdza na rogu placu św. Marii Magdaleny i ulicy Kanoniczej, na Starym Mieście. 
Uczniowie uczelni dawali pierwsze w Krakowie publiczne koncerty, w trakcie których wykonywali włoskie kantaty przetłumaczone przez Sierakowskiego. Rola dyrektora szkoły została powierzona Franciszkowi Ksaweremu Kratzerowi, dyrygentowi i kantorowi. W szkole było dwóch nauczycieli, kompozytorów: Jakub Gołąbek oraz F.M. Lang. 
Na terenie instytucji prowadzono głównie nauki z zakresu: śpiewu chóralnego, solfeżu oraz podstawowych zasad muzycznych. Działalność szkoły przyczyniła się do poprawy kultury muzycznej na terenie miasta. Jej uczniowie (około 30 osób) często następnie dołączali do krakowskiego ruchu muzycznego. Zlikwidowana została w 1787.